# Serie A1 2002-2003 (pallavolo femminile)
La Serie A1 italiana di pallavolo femminile 2002-2003 si è svolta dal 5 ottobre 2002 all'11 maggio 2003: al torneo hanno partecipato dodici squadre di club italiane e la vittoria finale è andata per la prima volta alla Pallavolo Sirio Perugia.

## Regolamento

### Formula
Le squadre hanno disputato un girone all'italiana, con gare di andata e ritorno, per un totale di ventidue giornate; al termine della regular season:
- Le prime otto classificate hanno acceduto ai play-off scudetto, strutturati in quarti di finale, semifinali e finale, tutte giocate al meglio di tre vittorie su cinque gare.
- Le ultime due classificate sono retrocesse in Serie A2: tuttavia, a seguito della rinuncia a campionato in corso della Romanelli Volley, è retrocessa solo l'ultima classificata.

### Criteri di classifica
Se il risultato finale è stato di 3-0 o 3-1 sono stati assegnati 3 punti alla squadra vincente e 0 a quella sconfitta, se il risultato finale è stato di 3-2 sono stati assegnati 2 punti alla squadra vincente e 1 a quella sconfitta.
L'ordine del posizionamento in classifica è stato definito in base a:
- Punti;
- Numero di partite vinte;
- Ratio dei set vinti/persi;
- Ratio dei punti realizzati/subiti.

## Squadre partecipanti
Al campionato di Serie A1 2002-03 hanno partecipato dodici squadre: quelle neopromosse dalla Serie A2 sono state il Forlì, vincitrice del campionato, e il Volley 2000 Spezzano, vincitrice dei play-off promozione; una squadra che ha avuto il diritto di partecipazione, ossia la Virtus Reggio Calabria, ha rinunciato all'iscrizione: questa ha ceduto il titolo sportivo alla Pallavolo Reggio Emilia. A campionato in corso la Romanelli Volley si è ritirata dal torneo: i risultati degli incontri disputati dalla società sono stati annullati.
| Club               | Città              | Palazzetto                         | Stagione precedente                                |
| ------------------ | ------------------ | ---------------------------------- | -------------------------------------------------- |
| Bergamo            | Bergamo            | PalaNorda Bergamo                  | 1ª in Serie A1; Campione d'Italia                  |
| Romanelli          | Firenze            | Palazzetto dello Sport Firenze     | 10ª in Serie A1                                    |
| Forlì              | Forlì              | PalaGalassi Forlì                  | 1ª in Serie A2                                     |
| Giannino Pieralisi | Jesi               | PalaTriccoli Jesi                  | 6ª in Serie A1; Quarti di finale play-off scudetto |
| Modena             | Modena             | PalaPanini Modena                  | 2ª in Serie A1; Quarti di finale play-off scudetto |
| AGIL               | Novara             | PalaDalLago Novara                 | 3ª in Serie A1; Finale play-off scudetto           |
| Palermo            | Palermo            | PalaUditore Palermo                | 9ª in Serie A1                                     |
| Sirio Perugia      | Perugia            | PalaEvangelisti Perugia            | 4ª in Serie A1; Semifinale play-off scudetto       |
| Olimpia Ravenna    | Ravenna            | PalaDeAndrè Ravenna                | 5ª in Serie A1; Quarti di finale play-off scudetto |
| Reggio Emilia      | Reggio nell'Emilia | PalaBigi Reggio nell'Emilia        | 12ª in Serie A1                                    |
| Spezzano           | Spezzano           | PalaPaganelli Sassuolo             | 4ª in Serie A2; Vincitrice play-off promozione     |
| Vicenza            | Vicenza            | Palasport Città di Vicenza Vicenza | 7ª in Serie A1; Semifinali play-off scudetto       |

## Torneo

### Regular season

#### Risultati
| Prima giornata |                       |         |                                   |
|                |                       |         |                                   |
| Riposa:        | Ravenna               | Ravenna | Ravenna                           |
| 06-10          | Palermo-Modena        | 0-3     | 14-25, 12-25, 8-25                |
| 06-10          | Spezzano-Novara       | 2-3     | 19-25, 25-20, 18-25, 25-23, 13-15 |
| 06-10          | Bergamo-Reggio Emilia | 3-0     | 25-18, 25-16, 25-20               |
| 06-10          | Perugia-Forlì         | 3-0     | 25-12, 25-21, 25-21               |
| 05-10          | Vicenza-Jesi          | 0-3     | 20-25, 26-28, 15-25               |

| Seconda giornata |                       |         |                            |
|                  |                       |         |                            |
| Riposa:          | Bergamo               | Bergamo | Bergamo                    |
| 13-10            | Modena-Vicenza        | 3-1     | 16-25, 25-21, 25-16, 25-20 |
| 13-10            | Novara-Palermo        | 3-0     | 25-16, 25-12, 25-12        |
| 12-10            | Reggio Emilia-Perugia | 0-3     | 18-25, 22-25, 10-25        |
| 13-10            | Forlì-Ravenna         | 1-3     | 26-28, 25-18, 17-25, 23-25 |
| 13-10            | Jesi-Spezzano         | 3-0     | 28-26, 25-18, 25-23        |

| Terza giornata |                       |          |                                   |
|                |                       |          |                                   |
| Riposa:        | Spezzano              | Spezzano | Spezzano                          |
| 20-10          | Perugia-Novara        | 3-0      | 25-13, 25-21, 25-18               |
| 19-10          | Bergamo-Jesi          | 3-2      | 23-25, 25-14, 25-16, 13-25, 15-10 |
| 20-10          | Palermo-Ravenna       | 2-3      | 21-25, 25-20, 29-31, 25-22, 12-15 |
| 20-10          | Modena-Forlì          | 3-0      | 25-21, 25-19, 25-17               |
| 20-10          | Vicenza-Reggio Emilia | 3-0      | 25-18, 25-15, 25-18               |

| Quarta giornata |                       |      |                            |
|                 |                       |      |                            |
| Riposa:         | Jesi                  | Jesi | Jesi                       |
| 27-10           | Novara-Modena         | 3-0  | 25-22, 25-15, 26-24        |
| 27-10           | Spezzano-Perugia      | 0-3  | 21-25, 23-25, 20-25        |
| 27-10           | Palermo-Vicenza       | 3-1  | 18-25, 25-20, 25-21, 26-24 |
| 27-10           | Forlì-Bergamo         | 0-3  | 21-25, 21-25, 21-25        |
| 27-10           | Ravenna-Reggio Emilia | 1-3  | 25-23, 24-26, 21-25, 13-25 |

| Quinta giornata |                    |       |                                   |
|                 |                    |       |                                   |
| Riposa:         | Forlì              | Forlì | Forlì                             |
| 02-10           | Novara-Bergamo     | 3-2   | 25-21, 16-25, 19-25, 25-15, 17-15 |
| 03-10           | Perugia-Palermo    | 3-0   | 25-13, 25-11, 25-21               |
| 03-10           | Vicenza-Spezzano   | 3-2   | 26-24, 18-25, 20-25, 25-22, 15-11 |
| 03-10           | Ravenna-Modena     | 1-3   | 17-25, 21-25, 25-20, 24-26        |
| 03-10           | Reggio Emilia-Jesi | 0-3   | 21-25, 15-25, 16-25               |

| Sesta giornata |                        |         |                                   |
|                |                        |         |                                   |
| Riposa:        | Palermo                | Palermo | Palermo                           |
| 10-11          | Vicenza-Novara         | 1-3     | 18-25, 19-25, 25-20, 23-25        |
| 10-11          | Modena-Perugia         | 3-2     | 25-19, 24-26, 25-21, 21-25, 16-14 |
| 10-11          | Bergamo-Ravenna        | 3-0     | 25-19, 25-23, 25-20               |
| 10-11          | Jesi-Forlì             | 2-3     | 25-18, 25-21, 24-26, 13-25, 13-15 |
| 10-11          | Spezzano-Reggio Emilia | 3-0     | 25-16, 25-23, 25-19               |

| Settima giornata |                      |        |                                   |
|                  |                      |        |                                   |
| Riposa:          | Modena               | Modena | Modena                            |
| 17-11            | Perugia-Vicenza      | 3-0    | 25-16, 25-22, 25-21               |
| 16-11            | Reggio Emilia-Novara | 2-3    | 19-25, 21-25, 28-26, 25-20, 14-16 |
| 17-11            | Bergamo-Palermo      | 3-0    | 25-18, 25-20, 29-27               |
| 17-11            | Ravenna-Jesi         | 1-3    | 25-19, 21-25, 20-25, 15-25        |
| 16-11            | Forlì-Spezzano       | 2-3    | 25-21, 25-21, 27-29, 20-25, 12-15 |

| Ottava giornata |                       |         |                            |
|                 |                       |         |                            |
| Riposa:         | Perugia               | Perugia | Perugia                    |
| 24-11           | Novara-Ravenna        | 3-0     | 25-23, 25-11, 25-13        |
| 24-11           | Spezzano-Bergamo      | 0-3     | 20-25, 15-25, 19-25        |
| 23-11           | Modena-Jesi           | 1-3     | 23-25, 25-15, 17-25, 22-25 |
| 24-11           | Vicenza-Forlì         | 3-1     | 25-18, 22-25, 25-23, 25-16 |
| 24-11           | Palermo-Reggio Emilia | 1-3     | 20-25, 25-20, 20-25, 14-25 |

| Nona giornata |                      |        |                                   |
|               |                      |        |                                   |
| Riposa:       | Novara               | Novara | Novara                            |
| 08-12         | Bergamo-Vicenza      | 2-3    | 25-23, 25-18, 21-25, 22-25, 9-15  |
| 08-12         | Jesi-Perugia         | 3-2    | 25-21, 20-25, 28-26, 23-25, 15-11 |
| 03-12         | Ravenna-Spezzano     | 1-3    | 25-22, 26-28, 24-26, 18-25        |
| 08-12         | Reggio Emilia-Modena | 0-3    | 17-25, 16-25, 15-25               |
| 08-12         | Forlì-Palermo        | 3-1    | 25-19, 25-21, 15-25, 25-20        |

| Decima giornata |                     |         |                                   |
|                 |                     |         |                                   |
| Riposa:         | Vicenza             | Vicenza | Vicenza                           |
| 15-12           | Modena-Bergamo      | 1-3     | 13-25, 26-24, 21-25, 20-25        |
| 15-12           | Palermo-Spezzano    | 2-3     | 25-22, 13-25, 22-25, 25-22, 11-15 |
| 14-12           | Perugia-Ravenna     | 3-0     | 25-21, 25-23, 25-13               |
| 14-12           | Novara-Jesi         | 3-2     | 22-25, 25-21, 25-15, 35-37, 15-12 |
| 15-12           | Reggio Emilia-Forlì | 2-3     | 21-25, 27-25, 25-23, 21-25, 13-15 |

| Undicesima giornata |                 |               |                                   |
|                     |                 |               |                                   |
| Riposa:             | Reggio Emilia   | Reggio Emilia | Reggio Emilia                     |
| 21-12               | Bergamo-Perugia | 3-2           | 18-25, 20-25, 25-22, 25-21, 15-12 |
| 22-12               | Spezzano-Modena | 1-3           | 25-23, 14-25, 18-25, 23-25        |
| 22-12               | Jesi-Palermo    | 3-0           | 25-19, 25-19, 25-21               |
| 21-12               | Ravenna-Vicenza | 3-1           | 17-25, 25-20, 25-22, 25-18        |
| 22-12               | Forlì-Novara    | 1-3           | 28-30, 17-25, 26-24, 23-25        |

| Dodicesima giornata |                       |         |                            |
|                     |                       |         |                            |
| Riposa:             | Ravenna               | Ravenna | Ravenna                    |
| 04-01               | Modena-Palermo        | 3-0     | 25-12, 25-18, 25-20        |
| 05-01               | Novara-Spezzano       | 3-1     | 25-20, 25-9, 18-25, 25-14  |
| 04-01               | Reggio Emilia-Bergamo | 0-3     | 26-28, 17-25, 24-26        |
| 04-01               | Forlì-Perugia         | 1-3     | 25-19, 28-30, 14-25, 25-27 |
| 05-01               | Jesi-Vicenza          | 3-0     | 25-11, 25-20, 25-14        |

| Tredicesima giornata |                       |         |                                   |
|                      |                       |         |                                   |
| Riposa:              | Bergamo               | Bergamo | Bergamo                           |
| 12-01                | Vicenza-Modena        | 2-3     | 22-25, 32-30, 33-31, 18-25, 13-15 |
| 12-01                | Palermo-Novara        | 0-3     | 18-25, 20-25, 20-25               |
| 12-01                | Perugia-Reggio Emilia | 3-2     | 19-25, 21-25, 25-21, 26-24, 15-12 |
| 12-01                | Ravenna-Forlì         | 0-3     | 21-25, 22-25, 21-25               |
| 11-01                | Spezzano-Jesi         | 0-3     | 17-25, 17-25, 19-25               |

| Quattordicesima giornata |                       |          |                                   |
|                          |                       |          |                                   |
| Riposa:                  | Spezzano              | Spezzano | Spezzano                          |
| 19-01                    | Novara-Perugia        | 2-3      | 27-25, 20-25, 16-25, 25-14, 13-15 |
| 19-01                    | Jesi-Bergamo          | 2-3      | 25-18, 20-25, 25-23, 22-25, 9-15  |
| 19-01                    | Ravenna-Palermo       | 3-0      | 25-22, 25-17, 25-16               |
| 18-01                    | Forlì-Modena          | 3-0      | 29-27, 25-13, 25-14               |
| 19-01                    | Reggio Emilia-Vicenza | 0-3      | 22-25, 25-27, 19-25               |

| Quindicesima giornata |                       |      |                                   |
|                       |                       |      |                                   |
| Riposa:               | Jesi                  | Jesi | Jesi                              |
| 25-01                 | Modena-Novara         | 3-2  | 25-22, 18-25, 25-20, 25-27, 15-12 |
| 26-01                 | Perugia-Spezzano      | 3-0  | 25-14, 25-20, 26-24               |
| 26-01                 | Vicenza-Palermo       | 3-0  | 25-13, 25-14, 25-18               |
| 26-01                 | Bergamo-Forlì         | 3-0  | 25-21, 28-26, 26-24               |
| 26-01                 | Reggio Emilia-Ravenna | 2-3  | 22-25, 25-23, 24-26, 25-19, 9-15  |

| Sedicesima giornata |                    |       |                                   |
|                     |                    |       |                                   |
| Riposa:             | Forlì              | Forlì | Forlì                             |
| 01-02               | Bergamo-Novara     | 3-2   | 26-28, 25-22, 25-21, 25-27, 15-9  |
| 02-02               | Palermo-Perugia    | 0-3   | 23-25, 17-25, 11-25               |
| 02-02               | Spezzano-Vicenza   | 1-3   | 24-26, 17-25, 28-26, 17-25        |
| 02-02               | Modena-Ravenna     | 3-1   | 25-21, 25-17, 20-25, 25-17        |
| 02-02               | Jesi-Reggio Emilia | 3-2   | 18-25, 25-17, 23-25, 25-20, 15-12 |

| Diciassettesima giornata |                        |         |                                   |
|                          |                        |         |                                   |
| Riposa:                  | Palermo                | Palermo | Palermo                           |
| 09-02                    | Novara-Vicenza         | 3-0     | 28-26, 25-13, 26-24               |
| 09-02                    | Perugia-Modena         | 2-3     | 25-23, 20-25, 25-22, 23-25, 11-15 |
| 08-02                    | Ravenna-Bergamo        | 3-1     | 25-22, 13-25, 25-21, 25-20        |
| 09-02                    | Forlì-Jesi             | 0-3     | 24-26, 21-25, 23-25               |
| 09-02                    | Reggio Emilia-Spezzano | 1-3     | 25-21, 23-25, 13-25, 24-26        |

| Diciottesima giornata |                      |        |                            |
|                       |                      |        |                            |
| Riposa:               | Modena               | Modena | Modena                     |
| 16-02                 | Vicenza-Perugia      | 0-3    | 20-25, 21-25, 22-25        |
| 16-02                 | Novara-Reggio Emilia | 3-0    | 25-17, 25-18, 25-18        |
| 16-02                 | Palermo-Bergamo      | 0-3    | 17-25, 16-25, 17-25        |
| 16-02                 | Jesi-Ravenna         | 3-0    | 25-16, 25-15, 25-17        |
| 14-02                 | Spezzano-Forlì       | 1-3    | 22-25, 25-22, 18-25, 23-25 |

| Diciannovesima giornata |                       |         |                                   |
|                         |                       |         |                                   |
| Riposa:                 | Perugia               | Perugia | Perugia                           |
| 02-03                   | Ravenna-Novara        | 1-3     | 19-25, 14-25, 25-23, 22-25        |
| 02-03                   | Bergamo-Spezzano      | 2-3     | 17-25, 28-30, 25-15, 25-17, 13-15 |
| 01-03                   | Jesi-Modena           | 2-3     | 23-25, 25-21, 14-25, 25-16, 13-15 |
| 02-03                   | Forlì-Vicenza         | 3-0     | 25-17, 26-24, 25-20               |
| 02-03                   | Reggio Emilia-palermo | 3-0     | 25-18, 25-19, 25-18               |

| Ventesima giornata |                      |        |                                   |
|                    |                      |        |                                   |
| Riposa:            | Novara               | Novara | Novara                            |
| 09-03              | Vicenza-Bergamo      | 3-0    | 28-26, 25-22, 26-24               |
| 04-03              | Perugia-Jesi         | 2-3    | 23-25, 25-18, 18-25, 25-19, 12-15 |
| 09-03              | Spezzano-Ravenna     | 2-3    | 23-25, 19-25, 25-13, 25-17, 10-15 |
| 09-03              | Modena-Reggio Emilia | 3-1    | 25-22, 22-25, 25-22, 25-18        |
| 09-03              | Palermo-Forlì        | 0-3    | 19-25, 11-25, 16-25               |

| Ventunesima giornata |                     |         |                                   |
|                      |                     |         |                                   |
| Riposa:              | Vicenza             | Vicenza | Vicenza                           |
| 11-03                | Bergamo-Modena      | 2-3     | 23-25, 23-25, 25-19, 25-16, 13-15 |
| 16-03                | Spezzano-Palermo    | 3-1     | 25-8, 21-25, 25-20, 25-15         |
| 16-03                | Ravenna-Perugia     | 1-3     | 26-28, 25-23, 17-25, 16-25        |
| 16-03                | Jesi-Novara         | 3-1     | 31-29, 19-25, 25-21, 25-17        |
| 16-03                | Forlì-Reggio Emilia | 3-2     | 22-25, 25-21, 15-25, 25-23, 15-11 |

| Ventiduesima giornata |                 |               |                            |
|                       |                 |               |                            |
| Riposa:               | Reggio Emilia   | Reggio Emilia | Reggio Emilia              |
| 22-03                 | Perugia-Bergamo | 3-0           | 25-17, 25-22, 25-21        |
| 23-03                 | Modena-Spezzano | 3-0           | 25-21, 25-23, 25-16        |
| 23-03                 | Palermo-Jesi    | 0-3           | 18-25, 17-25, 13-25        |
| 23-03                 | Vicenza-Ravenna | 3-1           | 19-25, 25-20, 25-21, 25-15 |
| 23-03                 | Novara-Forlì    | 3-0           | 25-17, 25-15, 25-18        |

#### Classifica
| Pos. | Squadra            | Pt                                          | G                                           | V                                           | P                                           | SV                                          | SP                                          | Ratio                                       | PF                                          | PS                                          | Ratio                                       |
| ---- | ------------------ | ------------------------------------------- | ------------------------------------------- | ------------------------------------------- | ------------------------------------------- | ------------------------------------------- | ------------------------------------------- | ------------------------------------------- | ------------------------------------------- | ------------------------------------------- | ------------------------------------------- |
| 1.   | Sirio Perugia      | 48                                          | 20                                          | 15                                          | 5                                           | 55                                          | 21                                          | 2.619                                       | 1763                                        | 1534                                        | 1.149                                       |
| 2.   | Giannino Pieralisi | 47                                          | 20                                          | 15                                          | 5                                           | 55                                          | 24                                          | 2.291                                       | 1786                                        | 1607                                        | 1.111                                       |
| 3.   | AGIL               | 44                                          | 20                                          | 15                                          | 5                                           | 52                                          | 27                                          | 1.925                                       | 1822                                        | 1620                                        | 1.124                                       |
| 4.   | Modena             | 42                                          | 20                                          | 16                                          | 4                                           | 50                                          | 29                                          | 1.724                                       | 1791                                        | 1651                                        | 1.084                                       |
| 5.   | Bergamo            | 39                                          | 20                                          | 13                                          | 7                                           | 48                                          | 30                                          | 1.600                                       | 1777                                        | 1621                                        | 1.096                                       |
| 6.   | Vicenza            | 26                                          | 20                                          | 9                                           | 11                                          | 33                                          | 40                                          | 0.825                                       | 1621                                        | 1648                                        | 0.983                                       |
| 7.   | Forlì              | 25                                          | 20                                          | 9                                           | 11                                          | 33                                          | 41                                          | 0.804                                       | 1643                                        | 1674                                        | 0.981                                       |
| 8.   | Spezzano           | 21                                          | 20                                          | 7                                           | 13                                          | 31                                          | 48                                          | 0.645                                       | 1678                                        | 1768                                        | 0.949                                       |
| 9.   | Olimpia Ravenna    | 18                                          | 20                                          | 7                                           | 13                                          | 29                                          | 48                                          | 0.604                                       | 1614                                        | 1791                                        | 0.901                                       |
| 10.  | Reggio Emilia      | 15                                          | 20                                          | 3                                           | 17                                          | 23                                          | 53                                          | 0.433                                       | 1570                                        | 1739                                        | 0.902                                       |
| 11.  | Palermo            | 5                                           | 20                                          | 1                                           | 19                                          | 10                                          | 58                                          | 0.172                                       | 1235                                        | 1647                                        | 0.749                                       |
| -    | Romanelli          | Ritirata dal campionato il 21 febbraio 2003 | Ritirata dal campionato il 21 febbraio 2003 | Ritirata dal campionato il 21 febbraio 2003 | Ritirata dal campionato il 21 febbraio 2003 | Ritirata dal campionato il 21 febbraio 2003 | Ritirata dal campionato il 21 febbraio 2003 | Ritirata dal campionato il 21 febbraio 2003 | Ritirata dal campionato il 21 febbraio 2003 | Ritirata dal campionato il 21 febbraio 2003 | Ritirata dal campionato il 21 febbraio 2003 |

| Qualificata ai play-off scudetto | Retrocessa in Serie A2 |

### Play-off scudetto

#### Tabellone
|  | Quarti di finale | Quarti di finale   | Quarti di finale   | Quarti di finale   | Quarti di finale | Quarti di finale | Quarti di finale |  |  | Semifinali         | Semifinali         | Semifinali         | Semifinali    | Semifinali | Semifinali | Semifinali |   |   | Finale        | Finale        | Finale        | Finale | Finale | Finale | Finale |  |
|  |                  |                    |                    |                    |                  |                  |                  |  |  |                    |                    |                    |               |            |            |            |   |   |               |               |               |        |        |        |        |  |
|  | 1                | Sirio Perugia      | Sirio Perugia      | Sirio Perugia      | 3                | 3                | 3                |  |  |                    |                    |                    |               |            |            |            |   |   |               |               |               |        |        |        |        |  |
|  | 8                | Spezzano           | Spezzano           | Spezzano           | 1                | 0                | 0                |  |  | Sirio Perugia      | Sirio Perugia      | Sirio Perugia      | Sirio Perugia | 3          | 3          | 3          |   |   |               |               |               |        |        |        |        |  |
|  | 5                | Bergamo            | Bergamo            | 3                  | 3                | 1                | 3                |  |  | Bergamo            | Bergamo            | Bergamo            | Bergamo       | 1          | 1          | 1          |   |   |               |               |               |        |        |        |        |  |
|  | 4                | Modena             | Modena             | 0                  | 2                | 3                | 1                |  |  |                    |                    |                    |               |            |            |            |   |   | Sirio Perugia | Sirio Perugia | Sirio Perugia | 3      | 3      | 2      | 3      |  |
|  | 3                | AGIL               | AGIL               | AGIL               | 3                | 3                | 3                |  |  |                    |                    | AGIL               | AGIL          | AGIL       | 0          | 0          | 3 | 2 |               |               |               |        |        |        |        |  |
|  | 6                | Vicenza            | Vicenza            | Vicenza            | 1                | 1                | 2                |  |  | AGIL               | AGIL               | AGIL               | 3             | 1          | 3          | 3          |   |   |               |               |               |        |        |        |        |  |
|  | 7                | Forlì              | Forlì              | Forlì              | 2                | 0                | 0                |  |  | Giannino Pieralisi | Giannino Pieralisi | Giannino Pieralisi | 1             | 3          | 2          | 1          |   |   |               |               |               |        |        |        |        |  |
|  | 2                | Giannino Pieralisi | Giannino Pieralisi | Giannino Pieralisi | 3                | 3                | 3                |  |  |                    |                    |                    |               |            |            |            |   |   |               |               |               |        |        |        |        |  |

#### Risultati
| Quarti di finale |                  |     |                                  |
|                  |                  |     |                                  |
| 26-03            | Spezzano-Perugia | 1-3 | 20-25, 13-25, 25-21, 17-25       |
| 26-03            | Bergamo-Modena   | 3-0 | 25-19, 25-23, 25-17              |
| 26-03            | Forlì-Jesi       | 2-3 | 25-18, 25-19, 18-25, 29-31, 9-15 |
| 26-03            | Vicenza-Novara   | 1-3 | 20-25, 26-24, 32-34, 10-25       |

| 29-03 | Perugia-Spezzano | 3-0 | 25-22, 25-16, 25-21               |
| 30-03 | Modena-Bergamo   | 2-3 | 23-25, 25-11, 15-25, 25-21, 13-15 |
| 30-03 | Jesi-Forlì       | 3-0 | 25-22, 25-15, 25-23               |
| 30-03 | Novara-Vicenza   | 3-1 | 16-25, 25-22, 25-21, 25-16        |

| 02-04 | Perugia-Spezzano | 3-0 | 28-26, 25-18, 25-21               |
| 03-04 | Modena-Bergamo   | 3-1 | 25-20, 25-20, 21-25, 25-19        |
| 02-04 | Jesi-Forlì       | 3-2 | 26-24, 24-26, 14-25, 25-23, 15-10 |
| 02-04 | Novara-Vicenza   | 3-2 | 22-25, 23-25, 27-25, 25-20, 15-10 |

| 06-04 | Bergamo-Modena | 3-1 | 19-25, 25-22, 25-19, 27-25 |

| Semifinali |                 |     |                            |
|            |                 |     |                            |
| 12-04      | Bergamo-Perugia | 1-3 | 24-26, 18-25, 25-18, 21-25 |
| 12-04      | Novara-Jesi     | 3-1 | 21-25, 25-20, 26-24, 26-24 |

| 15-04 | Perugia-Bergamo | 3-1 | 25-11, 33-35, 25-15, 25-22 |
| 15-04 | Jesi-Novara     | 3-1 | 25-23, 25-23, 23-25, 25-18 |

| 19-04 | Perugia-Bergamo | 3-1 | 25-16, 21-25, 25-23, 25-20        |
| 19-04 | Jesi-Novara     | 2-3 | 22-25, 25-19, 25-21, 22-25, 10-15 |

| 24-04 | Novara-Jesi | 3-1 | 19-25, 25-23, 25-17, 25-19 |

| Finale |                |     |                                   |
|        |                |     |                                   |
| 30-05  | Novara-Perugia | 0-3 | 22-25, 22-25, 22-25               |
| 03-05  | Perugia-Novara | 3-0 | 25-20, 25-21, 25-21               |
| 06-05  | Perugia-Novara | 2-3 | 15-25, 19-25, 25-22, 25-16, 18-20 |
| 11-05  | Novara-Perugia | 2-3 | 25-22, 21-25, 25-16, 21-25, 15-17 |

## Verdetti
- Sirio Perugia Campione d'Italia 2002-03 e qualificata alla Champions League 2003-04.
- AGIL qualificata alla Champions League 2003-04.
- Giannino Pieralisi,  Bergamo e  Modena qualificate alla Coppa CEV 2003-04.
- Palermo retrocessa in Serie A2 2003-04.

## Statistiche
| Rendimento individuale | Rendimento individuale | Rendimento individuale | Rendimento individuale |
| Pos.                   | Nome                   | Punti                  | Squadra                |
| ---------------------- | ---------------------- | ---------------------- | ---------------------- |
| 1                      | Taismary Agüero        | 422                    | Sirio Perugia          |
| 2                      | Tat'jana Men'šova      | 400                    | Spezzano               |
| 3                      | Ljubov' Sokolova       | 379                    | Bergamo                |
| 4                      | Angelina Grün          | 371                    | Modena                 |
| 5                      | Virginie De Carne      | 351                    | AGIL                   |
| 6                      | Vania Beccaria         | 341                    | Olimpia Ravenna        |
| 7                      | Małgorzata Glinka      | 325                    | Vicenza                |
| 8                      | Cristina Pîrv          | 312                    | AGIL                   |
| 9                      | Elisa Togut            | 309                    | Giannino Pieralisi     |
| 10                     | Simona Rinieri         | 301                    | Forlì                  |

| Attacchi vincenti | Attacchi vincenti | Attacchi vincenti | Attacchi vincenti  |
| Pos.              | Nome              | Punti             | Squadra            |
| ----------------- | ----------------- | ----------------- | ------------------ |
| 1                 | Taismary Agüero   | 353               | Sirio Perugia      |
| 2                 | Tat'jana Men'šova | 340               | Spezzano           |
| 3                 | Ljubov' Sokolova  | 322               | Bergamo            |
| 4                 | Angelina Grün     | 314               | Modena             |
| 5                 | Vania Beccaria    | 296               | Olimpia Ravenna    |
| 6                 | Małgorzata Glinka | 287               | Vicenza            |
| 7                 | Virginie De Carne | 285               | AGIL               |
| 8                 | Simona Rinieri    | 269               | Forlì              |
| 9                 | Cristina Pîrv     | 267               | AGIL               |
| 10                | Prikeba Phipps    | 259               | Giannino Pieralisi |

| Muri vincenti | Muri vincenti            | Muri vincenti | Muri vincenti      |
| Pos.          | Nome                     | Punti         | Squadra            |
| ------------- | ------------------------ | ------------- | ------------------ |
| 1             | Manuela Leggeri          | 87            | Giannino Pieralisi |
| 2             | Maja Poljak              | 70            | Vicenza            |
| 3             | Simona Gioli             | 66            | Sirio Perugia      |
| 4             | Déia Chagas              | 64            | Vicenza            |
| 4             | Elisa Galastri           | 64            | Forlì              |
| 6             | Paola Paggi              | 57            | Bergamo            |
| 7             | Irina Donets             | 56            | Olimpia Ravenna    |
| 8             | Mirka Francia            | 54            | Sirio Perugia      |
| 9             | Heather Bown             | 46            | Bergamo            |
| 10            | Gabriela Pérez del Solar | 45            | Olimpia Ravenna    |

| Battute vincenti | Battute vincenti    | Battute vincenti | Battute vincenti   |
| Pos.             | Nome                | Punti            | Squadra            |
| ---------------- | ------------------- | ---------------- | ------------------ |
| 1                | Virginie De Carne   | 49               | AGIL               |
| 2                | Taismary Agüero     | 40               | Sirio Perugia      |
| 3                | Ljubov' Sokolova    | 35               | Bergamo            |
| 4                | Tat'jana Men'šova   | 28               | Spezzano           |
| 5                | Cristina Pîrv       | 25               | AGIL               |
| 6                | Rachele Sangiuliano | 21               | Forlì              |
| 6                | Angelina Grün       | 21               | Modena             |
| 8                | Elisa Togut         | 20               | Giannino Pieralisi |
| 9                | Barbara De Luca     | 19               | Vicenza            |
| 9                | Qui He              | 19               | AGIL               |

| Ricezioni perfette | Ricezioni perfette  | Ricezioni perfette | Ricezioni perfette |
| Pos.               | Nome                | Punti              | Squadra            |
| ------------------ | ------------------- | ------------------ | ------------------ |
| 1                  | Emanuela Pernici    | 334                | Modena             |
| 2                  | Stacy Sykora        | 281                | Olimpia Ravenna    |
| 3                  | Cristina Pîrv       | 254                | AGIL               |
| 4                  | Ramona Puerari      | 250                | Forlì              |
| 5                  | Dorota Świeniewicz  | 248                | Sirio Perugia      |
| 5                  | Simona Rinieri      | 248                | Forlì              |
| 7                  | Ana Paula De Tassis | 245                | Olimpia Ravenna    |
| 8                  | Paola Cardullo      | 241                | AGIL               |
| 9                  | Isabella Zilio      | 239                | Vicenza            |
| 9                  | Ljubov' Sokolova    | 239                | Bergamo            |

NB: I dati sono riferiti esclusivamente alla regular season.